# زالدورف-زورهایم
زالدورف-زورهایم (به آلمانی: Saaldorf-Surheim) یک شهر در آلمان است که در بایرن واقع شده‌است.

## خصوصیات
زالدورف-زورهایم ۳۹٫۰۹ کیلومترمربع مساحت دارد ۴۴۹ متر بالاتر از سطح دریا  واقع شده‌است.